# Eucaine
Eucaine (beta-eucaine) là một loại thuốc trước đây được sử dụng làm thuốc gây tê cục bộ. Nó được thiết kế như một chất tương tự cocaine và là một trong những hợp chất hóa học tổng hợp đầu tiên được sử dụng chung làm thuốc gây mê. Nó là một chất rắn màu trắng, tinh thể. Trước Thế chiến I, Anh đã nhập khẩu bạch đàn từ Đức. Trong chiến tranh, một nhóm bao gồm Jocelyn Field Thorpe và Martha Annie Whiteley đã phát triển một tổng hợp ở Anh.
Tên thương hiệu Betacaine đôi khi có thể đề cập đến một chế phẩm có chứa lidocaine, không phải eucaine.